# Air-e
Air-e S.A.S. E.S.P bajo la marca Air-e una empresa prestadora, comercializadora y distribuidora del servicio de energía eléctrica, desde el 12 de septiembre de 2024 esta intervenida por la Superintendencia de Servicios Públicos.

## Historia
El 30 de septiembre de 2020, Electricaribe desaparece como empresa de energía eléctrica, asumiendo en los departamentos del Caribe Colombiano las empresas Afinia y Air-e.
El 1 de octubre de 2020 Latin American Capital Corp y Empresa de Energía de Pereira. Asumieron el control de la empresa para gestionarla, bajo el nombre de CONSORCIO ENERGÍA DE LA COSTA se crea la marca comercial: Air-e.
En septiembre de 2024 el gobierno nacional anuncia la intervención de AIR-E por un periodo de un año que puede ser prorrogable debido a problemas financieros.

## Área de cobertura
Opera en los departamentos de:
- Atlántico
- La Guajira
- Magdalena, En 18 municipios (Aracataca, Cerro de San Antonio, Chibolo, Ciénaga, Concordia, El Piñón, El Retén, Fundación, Pedraza, Pivijay, Plato, Pueblo viejo, Remolino, Salamina, Santa Marta, Sitionuevo, Tenerife, Zapayán y Zona Bananera).